# Вакансия (фильм)
«Вакансия» — музыкальная кинокомедия по мотивам пьесы А. Н. Островского «Доходное место».

## Сюжет
Жадов, честный, но бедный статский чиновник, пытается получить пустующее место столоначальника. Таким образом он хочет добиться руки Полиньки — девушки доброй и наивной. Этой же должности добивается другой чиновник, Белогубов, но уже ради своих личных интересов. Он собирается жениться на Юлиньке, сестре Полины, недалёкой, но практичной девице. Но доходное место может достаться только одному.

## В ролях
- Леонид Каюров — Василий Николаевич Жадов
- Ролан Быков — Аристарх Владимирович Вишневский
- Олег Табаков — Аким Акимович Юсов
- Виктор Проскурин — Онисим Памфилович Белогубов
- Екатерина Васильева — Фелисата Герасимовна Кукушкина (поёт Лариса Долина)
- Марина Яковлева — Полинька Кукушкина
- Татьяна Догилева — Юлинька Кукушкина, сестра Полиньки
- Вера Ивлева — Стеша, горничная девушка

## Съёмочная группа
- Режиссёр: Маргарита Микаэлян
- Сценарист: Маргарита Микаэлян
- Оператор: Генри Абрамян
- Композитор: Геннадий Гладков
- Художник: Александр Бойм
- Слова к песням: Юлий Ким (в титрах под псевдонимом Ю. Михайлов)